# Agência latinapress
agência latinapress, lap é uma agência de notícias de língua alemã sobre América Latina e Caribe, com informações produzidas pela International Affiliate Press, com base em  Toledo, no  Paraná, Brasil.
O início das atividades da agência aconteceu em 4 de outubro de 2009, após a fusão dos portais de notícias "brasilien Magazin" e "HispaniolaNews". Em 2011, a empresa BrasilOnline NetSolutions, transformou-se em  International Affiliate Press (IAP), onde a lap está associada.
A ALP e a IAP têm o objetivo de divulgar as notícias da América Latina e do Caribe no idioma alemão para varios portais de notícias associados. É uma alternativa para as principais agências de notícias nacionais e internacionais, sendo um veículo totalmente apartidário.
A ALP está sediada no sul do Brasil, e tem ainda um escritório editorial em Tutoia, no estado do  Maranhão, no Nordeste do Brasil. Dietmar Lang, jornalista e com formação em marketing, é o editor responsável. A equipe editorial é liderada pelo editor-chefe Michael Unsleber. Além disso, escritores, freelancers e correspondentes relatam diretamente de países como: Haiti, El Salvador, Paraguai, Tobago, Argentina, Bolívia, Nicarágua, Venezuela, Peru e Colômbia.
O site alcançou em 2011 mais de 700.000 leitores, que geraram cerca de 2 milhões de page views. O número de matérias disponíveis totalizaram em outubro 2013 cerca de 17.600.